# تييري ليرميت
تييري ليرميت (بالفرنسية: Thierry Lhermitte)‏ (و. 1952 – م) هو ممثل، ومخرج سينمائي، وكاتب سيناريو من فرنسا . ولد في بولون-بيانكور .

## روابط خارجية
- تييري ليرميت على موقع IMDb (الإنجليزية)
- تييري ليرميت على موقع قاعدة بيانات الأفلام العربية
- تييري ليرميت على موقع ألو سيني (الفرنسية)
- تييري ليرميت على موقع ميوزك برينز (الإنجليزية)
- تييري ليرميت على موقع أول موفي (الإنجليزية)
- تييري ليرميت على موقع قاعدة بيانات الأفلام السويدية (السويدية)
- تييري ليرميت على موقع إن إن دي بي (الإنجليزية)
- تييري ليرميت على موقع ديسكوغز (الإنجليزية)
- تييري ليرميت على موقع قاعدة بيانات الفيلم (الإنجليزية)
- تييري ليرميت على موقع ليتربوكسد (الإنجليزية)